# Americanismo (herejía)

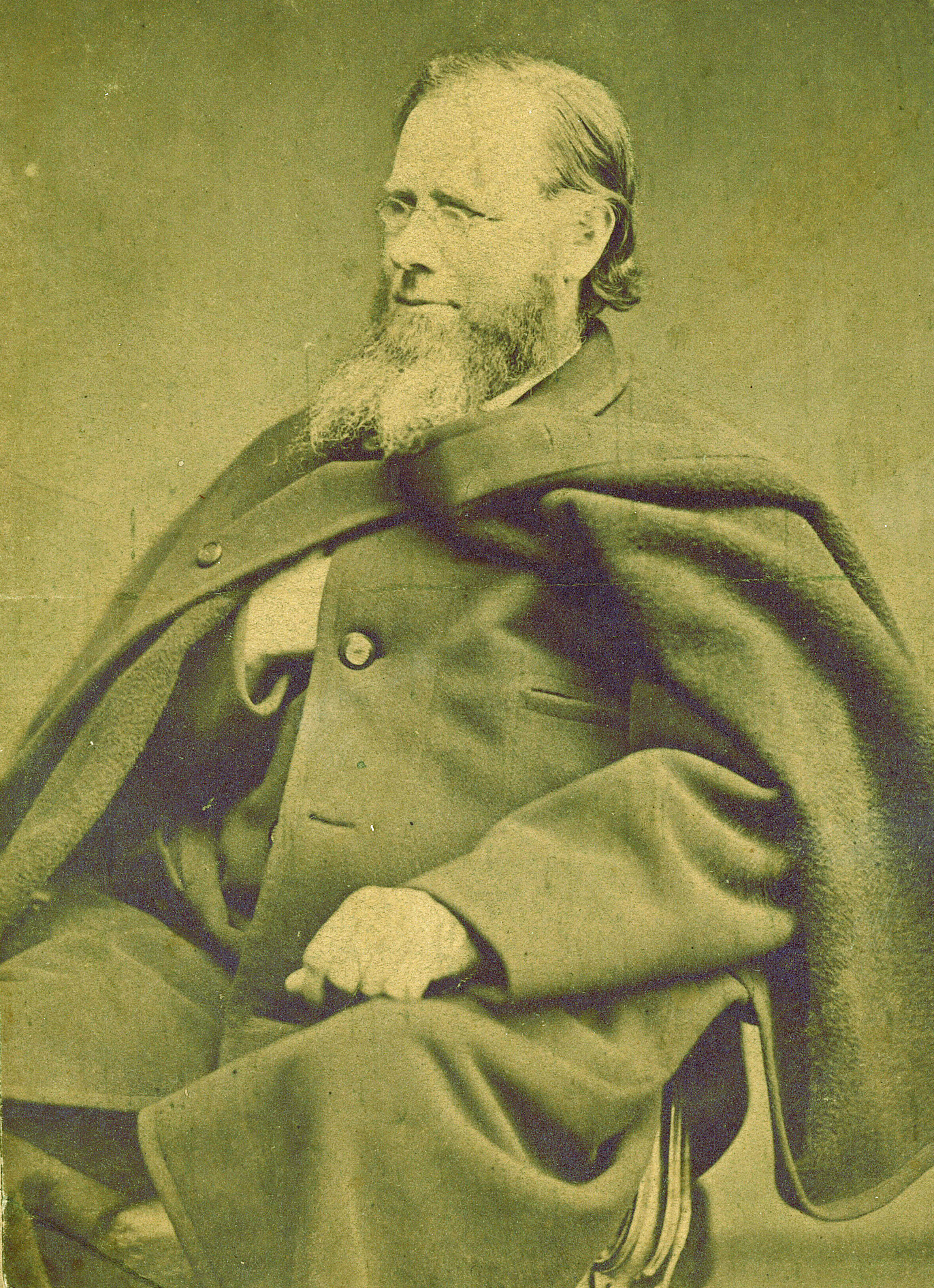
Isaac Hecker, fundador de los padres paulistas.

Americanismo, también denominada herejía de las obras, es el nombre con el que la Iglesia católica designa como herejía unas opiniones propagadas principalmente por el libro Vida del Padre Hecker. Su fundamento era que para atraer más fácilmente hacia la verdad católica a los disidentes, era preciso que la Iglesia se adapte antes a la civilización de un mundo que ha llegado a la mayor edad, cediendo de su antiguo rigor, mostrándose conciliadora, con arreglo a las aspiraciones y exigencias de los pueblos modernos.
Fue condenado en una carta del papa León XIII en respuesta a los planteamientos del cardenal James Gibbons y el obispo John Ireland conciliadores con las doctrinas del liberalismo político, que ya habían sido condenadas en el famoso Syllabus de su predecesor Pío IX.

## Contenido
Apareció en 1897 como consecuencia de la lectura de la versión francesa de biografía de Isaac Thomas Hecker, fundador en 1858 en Roma y en Nueva York  de los  Padres paulistas, una sociedad de vida apostólica de misioneros.
En el prólogo de este libro se presentaba como modelo a imitar el sistema americano de catolicismo, entendido como intento de conjunción entre católicos franceses y norteamericanos para una apertura a la modernidad democrática de inspiración revolucionaria. 
Los americanistas planteaban  la marginación de los dogmas incomprensibles, la crítica del autoritarismo del magisterio, la preferencia de la acción sobre la contemplación, el rechazo a los votos religiosos.
Para el historiador español Ricardo de la Cierva, el americanismo

"...consistió en un brote más que una tendencia organizada, representó una anticipación del modernismo y de rebeldías posteriores que lamentamos hoy; y coincidió con el vigoroso y prepotente despertar de los Estados Unidos como poder mundial consciente. Este primer brote fue descuajado por la vigilancia de Roma y la fidelidad de la iglesia norteamericana, que siguió demostrando en la práctica la plena compatibilidad de catolicismo y democracia..."
 Las puertas del infierno. La historia de la Iglesia jamás contada.

Fue definida por León XIII el 22 de enero de 1899 en la carta (Testem benevolentiae) al arzobispo de Baltimore, James Gibbons.
En 1898 León XIII, se lamentó de un Estados Unidos donde Iglesia y Estado están divorciados, y escribió sobre la preferencia de una relación más estrecha entre la Iglesia católica y el Estado, en la misma línea europea de entonces.
Pío XII la redefinió como «herejía de la acción».

## Proposiciones condenadas

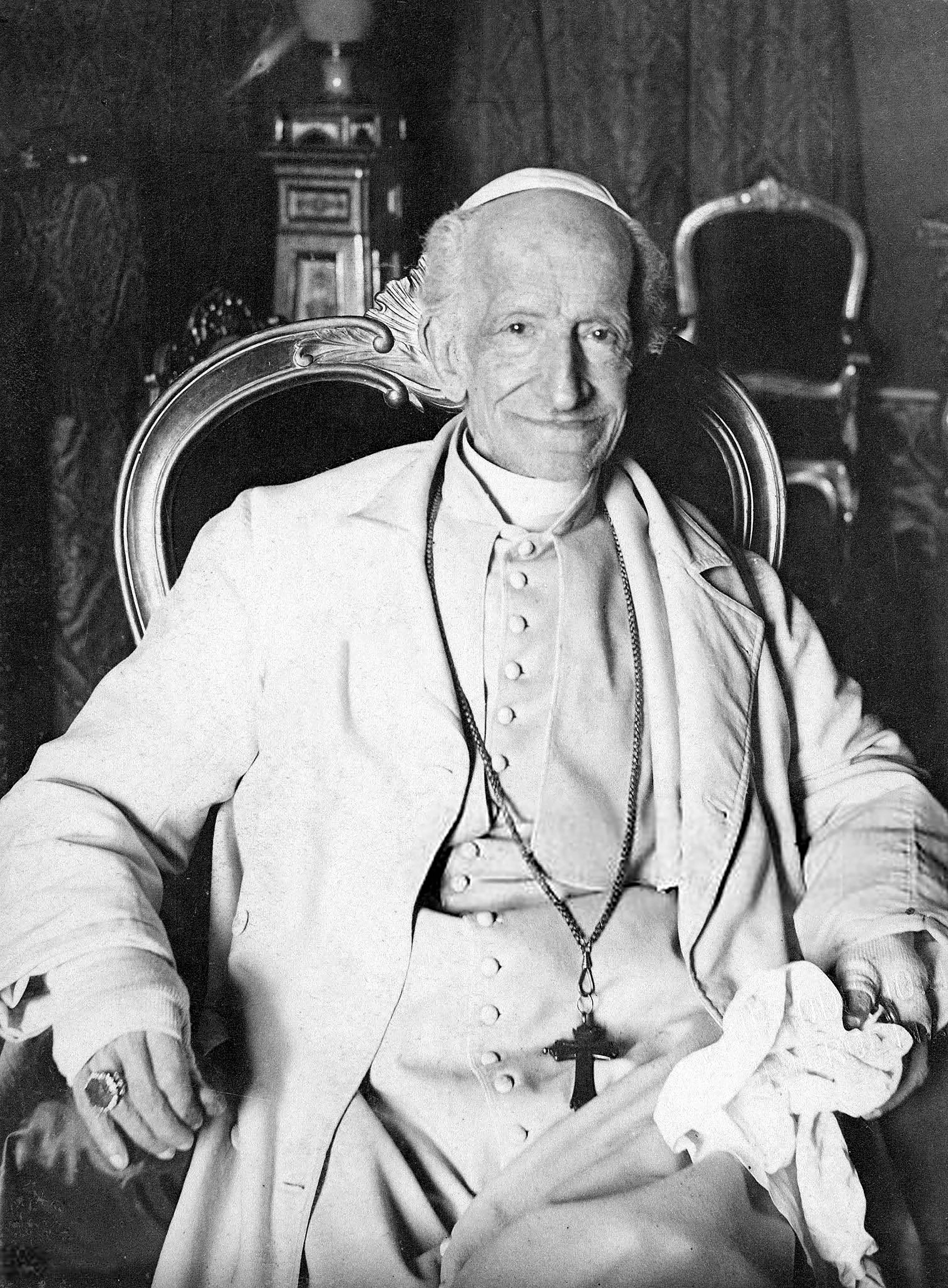
El papa León XIII.

Con el fin de sintetizar la condena de León XIII al americanismo y facilitar su difusión, Charles Maigneu, redactor del periódico católico de París La Verité, publicó un artículo titulado «un breve Syllabus» enumerando una serie de proposiciones erróneas condenadas, que recordaban al Syllabus de Pío IX.

### Primer grupo
- Fundamento del americanismo:

«Para atraer más fácilmente hacia la verdad católica a los disidentes, es preciso que la Iglesia se adaptase antes a la civilización de un mundo que ha llegado a la mayor edad, cediendo de su antiguo rigor, mostrándose conciliadora, con arreglo a las aspiraciones y exigencias de los pueblos modernos»

Esta proposición reproducía, bajo distinta forma, la 30.ª y última de las condenas en el Syllabus.
- Aplicación de este principio general a las doctrinas que pertenecen al Depósito de la Fe:

«Es oportuno, a fin de ganar los corazones de los extraviados, pasar en silencio o suavizar ciertas afirmaciones doctrinales de menor importancia, quitándoles el sentido que en la Iglesia han tenido siempre.»

Para León XIII, este método debía ser condenado. Ese silencio no estaba exento de pecado. Con eso se conseguiría separar a los católicos de la Iglesia, en vez de atraer a los disidentes.
- Aplicación del principio general a la disciplina de la Iglesia:

II.— «Conviene introducir cierta libertad en la Iglesia a fin de que estando un tanto restringidos el poder y la vigilancia de la autoridad, cada fiel tenga la facultad de desenvolver más libremente los recursos de su iniciativa y de su actividad.»

III.— «Esa es una transformación forzosa a semejanza de las libertades modernas, que constituyen, casi exclusivamente, el derecho y el fundamento de la sociedad laica.»

IV.— «Después de la definición solemne del magisterio infalible, del Pontífice Romano, en el Concilio Vaticano, ningún inconveniente puede haber en ello, pues quedando a salvo ese magisterio infalible cada cual podría, ahora, tener más ancho campo para pensar y obrar.»

El papa realizaba una censura teológica de estas proposiciones, calificándolas como más dañosas y más opuestas a la doctrina de la Iglesia que la setenta y ocho del Sínodo de Pistoya, calificada por Pío VI de injuriosa para la Iglesia y para el Espíritu Santo que la rige. Iban dirigidas contra los designios de la Providencia de Dios.

### Segundo grupo
- Proposiciones condenadas como corolarios de los principios generales anteriormente reprobados.

V.— «Toda dirección exterior es superflua, y por lo mismo poco útil para los que tienen afición a la perfección cristiana. 

El Espíritu Santo derrama hoy en las almas fieles mayores y más abundantes dones que en los tiempos pasados; los mueve y los ilumina sin intermediario, por una especie de secreto instinto.»

Para el papa, la opinión anterior era muy temeraria, en ella se pretendía poner límites a la voluntad de Dios, por la cual quiso comunicarse con los hombres, y negaba la necesidad de la dirección exterior, cosa completamente opuesta a la unánime enseñanza de los doctores.

VI.— «Las virtudes naturales son las más apropiadas a las costumbres y necesidades de nuestros tiempos, porque desenvuelven, sobre todo en el hombre, la actividad y la energía.»

Según el papa, dicha opinión era inconcebible por parte de los hombres que tienen fe.

VII.— «Las virtudes cristianas se dividen en dos clases: Las unas se llaman pasivas, y las otras activas; las primeras convenían mejor a los siglos pasados, mientras que las segundas se adaptan mejor a los tiempos presentes.»

Esa era una opinión falsa para León XIII, pues no había ni podía haber virtud verdaderamente pasiva. Para el papa, se trataba de una opinión contraria a la revelación divina, por la cual se pretende que existen, virtudes cristianas más a propósito para unas épocas que para otras. Jesucristo, modelo y regla de toda santidad, no cambia según los tiempos.

VIII.— «Los votos hechos por los religiosos son completamente opuestos al espíritu de nuestros tiempos, porque restringen la libertad humana. 

Cuadran mejor a las almas débiles que a las fuertes, y no son del todo favorables a la perfección cristiana, y al bien de la sociedad humana, siendo muchas veces un obstáculo y una traba tanto para la una como para el otro.»

IX.— «La vida religiosa no es útil más que a la Iglesia.»

Estas eran, para el papa, opiniones que derivaban de esa especie de menosprecio de las virtudes evangélicas, llamadas torcidamente pasivas y que sembraban en los espíritus el desdén hacia la vida religiosa. Se trataba de opiniones falsas y ofensivas para las órdenes religiosas.

### Tercer grupo
X.— «Conviene abandonar los procedimientos y el método usados hasta hoy por los católicos para atraer a los disidentes y sustituirlo por otro para el porvenir.»

Esta era una opinión imprudente, en la cual no se tenía cuenta de la experiencia adquirida, de las aprobaciones apostólicas y de la jerarquía.
El papa condenaba finalmente de manera colectiva todas las proposiciones arriba enumeradas con el nombre genérico de «americanismo».

## Seguidores
Una parte de la jerarquía católica estadounidense continuó demostrando posiciones próximas al americanismo, como el arzobispo de Nueva York, cardenal Francis J. Spellman, que publicó en 1945 su obra Acción ahora mismo.